# Bertrand Meyer-Stabley

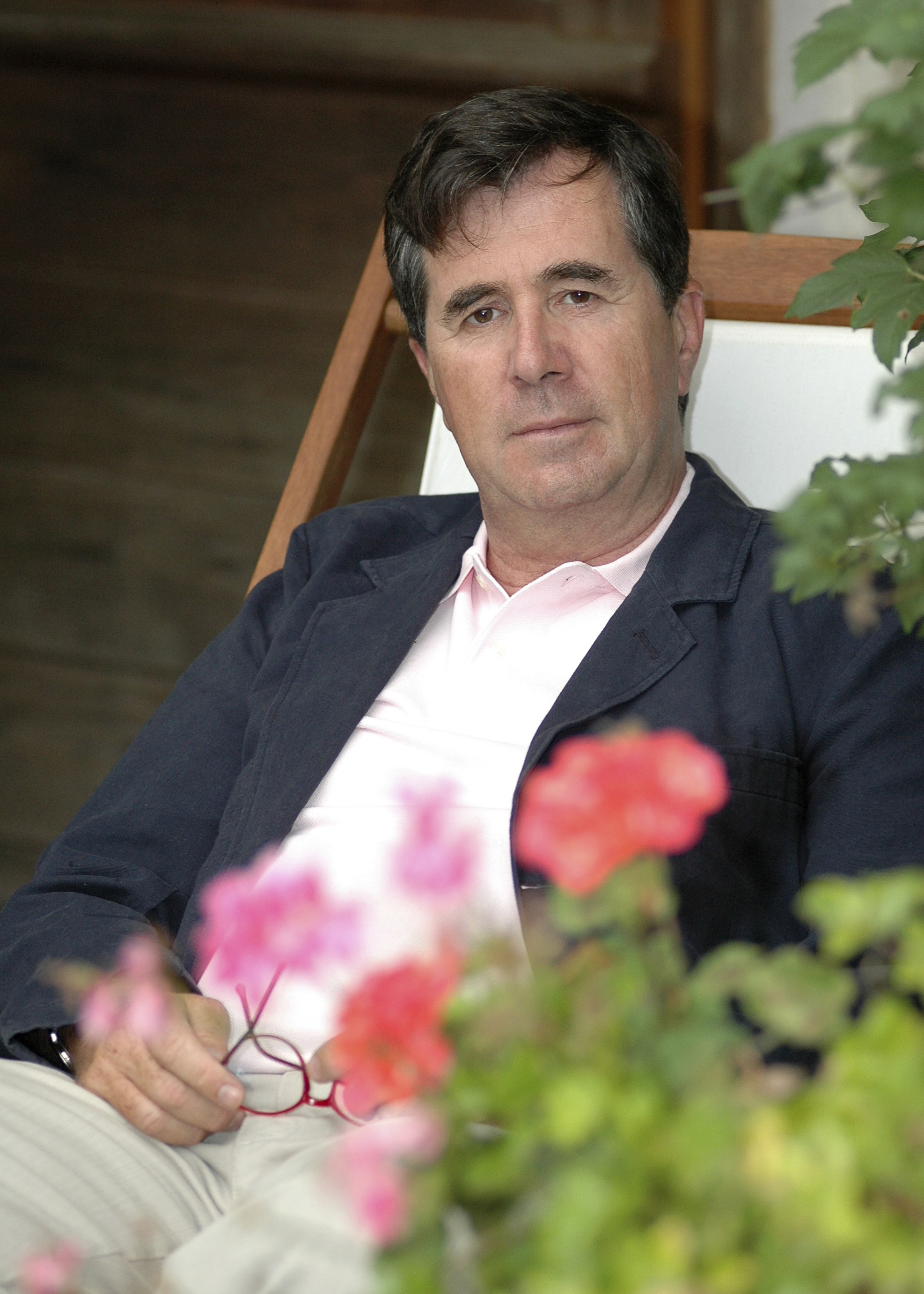
Bertrand Meyer-Stabley

Bertrand Meyer-Stabley (* 1955) ist ein französischer Journalist, der sich mit zahlreichen Biografien hervorgetan hat.
Er leitete die Chefredaktion der Zeitschrift Elle und schrieb über zwanzig Biografien, u. a. über Marlon Brando, James Dean, Romy Schneider und Ingrid Bergman.